# Anton Trautwein
Antonius Hendrikus (Anton) Trautwein (Amsterdam, 25 september 1851 – Haarlem, 7 februari 1919) was een Nederlands schilder, beeldhouwer en decorateur.

## Leven en werk
Trautwein was een zoon van de uit Duitsland afkomstige Carl Friedrich Bernhard Trautwein en Theodora Baptista Lot. Hij werd opgeleid aan de Koninklijke Academie in Amsterdam en werkte in 1870-1871 als beeldhouwer bij het atelier Cuypers-Stoltzenberg in Roermond. Trautwein keerde terug naar Amsterdam, waar hij werkte als zelfstandig kunstschilder en decorateur van woonhuizen, ministeries en katholieke kerken. Trautwein beschilderde ook gobelins, mogelijk als eerste in Nederland. Toen in 1879 de kunstnijverheidsschool Quellinius werd geopend, werden Trautwein en Ben Wierink de eerste leraren, met Eduard Colinet als directeur. Trautwein ontving een bronzen medaille bij de Internationale Koloniale en Uitvoerhandel Tentoonstelling van 1883 en in 1886 een prijs van Arti et Amicitiae voor een imitatie-gobelin.
Hofdecorateur
Trautwein kreeg diverse opdrachten rond het Koninklijk Huis, hij schilderde onder meer voorstellingen van mythologische godinnen voor Paleis Het Loo. Hij was daarnaast betrokken bij het werk aan de Gouden Koets en verantwoordelijk voor de aankleding van de Nieuwe Kerk ter gelegenheid van de inhuldiging van koningin Wilhelmina (1898). Trautwein ontwierp een aantal glas-in-loodramen voor het Koninklijk Huisarchief (1899): drie bovenramen voorstellende Kracht, Voorzienigheid en Waakzaamheid voor de museumzaal, en een raam voor het trappenhuis met familiewapens rondom een afbeelding van het stamslot in Dietz, die werden uitgevoerd door het atelier van Jan Schouten. In 1901 verzorgde hij de boogvulling van de Grote Kerk in Den Haag, bij het huwelijk van de koningin (naar een ontwerp van Pierre Cuypers). In 1905 restaureerde hij de tamboer boven de Oranjezaal in Paleis Huis ten Bosch. Een jaar later werd hij benoemd tot ridder in de Orde van Oranje-Nassau. Hij noemde zich nadien hofdecorateur.
In 1916 vestigde hij zich in Haarlem, waar hij een aantal jaren later op 67-jarige leeftijd overleed. Hij werd begraven op begraafplaats Sint Barbara. Uit zijn huwelijk met Celina Goulmij werd de glazenier Karel Trautwein (1893-1959) geboren.

## Werken (selectie)
- 1884 gobelin van Salomo's eerste recht voor het ministerie van Justitie (naar een marmeren reliëf van Artus Quellinus)
- 1886 gobelin van een concert-champètre voor het Prinsenhof (Delft)
- 189? decoratief schilderwerk voor Paleis Noordeinde[7]
- 1890-1898 grisaille bovendeurstukken Godin in door herten getrokken strijdwagen, Godin in door wolven getrokken strijdwagen, Twee godinnen bij wierookbrander en Twee godinnen staande bij wierookbrander, Paleis Het Loo
- 1893 restauratie plafondschildering van de vergaderzaal van ministers, Tweede Kamer
- 1894 beschildering Heilig Hartkerk, Den Haag
- 1895 wandschildering van het klooster Maria in Campis, in het gouvernementsgebouw (Assen) (naar een tekening van C. Kooystra)
- 1895-1896 plafondschildering en schildering van de acht deugden op consoles in de raadszaal van het stadhuis van Winschoten
- 1899 plafondschildering van De Faam en ontwerp glas-in-loodramen voor het Koninklijk Huisarchief, Den Haag
- 1900 plafondschildering in het koor van de Sint-Antoniuskerk of Boskantkerk, Den Haag
- 1901 doekramen voor de plafondvakken in de zitkamer van prins Hendrik in Paleis Noordeinde[9]
- 1903-1904 polychromering van de Hartebrugkerk, Leiden (in 1955 overgewit)
- 1905 gobelin met koningin Wilhelmina, stadhuis van Winschoten
- 1905 restauratie van de tamboer van het Paleis Huis ten Bosch[7]
- 1912-1914 verzorging van interieur en een deel van de beschilderingen van Huize Heijendaal[10]

## Afbeeldingen

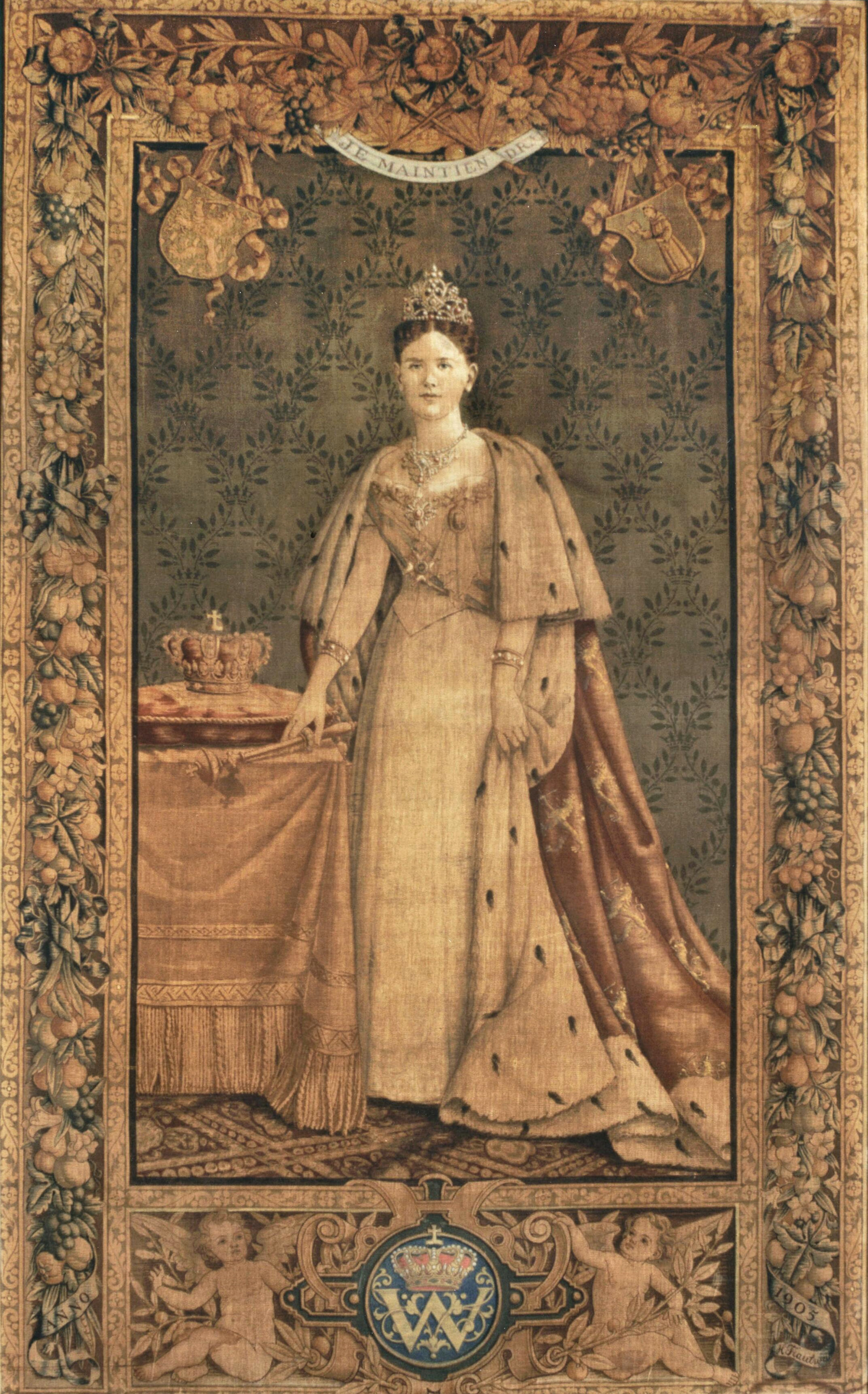
gobelin met koningin Wilhelmina (1905)
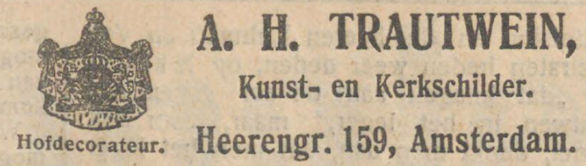
Annonce hofdecorateur Trautwein

- Biografisch Portaal: 87743432
- RKD-Nederlands Instituut voor Kunstgeschiedenis: 203981